# Giuseppe Pericu
Giuseppe Romeo Pericu (Genova, 20 ottobre 1937 – Genova, 13 giugno 2022) è stato un politico e avvocato italiano, sindaco di Genova dal 1997 al 2007.

## Biografia
Di origine sarda (il padre era originario di Ozieri, oggi nella città metropolitana di Sassari), dopo il liceo classico si è laureato in giurisprudenza all'Università di Genova con una tesi in diritto amministrativo. Nel 1967 ha ottenuto la libera docenza in diritto amministrativo insieme a Fabio Merusi e a Fabio Alberto Roversi Monaco  (presidente della commissione Enrico Guicciardi). Nel 1971 ha vinto il concorso a cattedra di diritto pubblico dell'economia, sempre insieme a Fabio Merusi e a Fabio Alberto Roversi Monaco. Ha poi insegnato diritto amministrativo nella facoltà di Giurisprudenza dell'Università di Genova e alla Statale di Milano. Iscritto all'Albo degli Avvocati di Genova dal 1963, ha assistito enti pubblici e imprese. Ha fatto parte di commissioni di studio per l'elaborazione di disegni di legge su argomenti come tutela dell’ambiente, riassetto delle competenze amministrative del Governo Locale, riforma del Codice della Navigazione, elaborazione di una legge generale sul procedimento amministrativo, riforma del Ministero degli Interni e del Sistema di Produzione di Trasmissione di Energia Elettrica.
Nel 1994, per la XII legislatura, viene eletto deputato per il Partito Socialista Italiano, poi aderisce alla Federazione Laburista; è stato membro della Commissione Speciale Napolitano per la riforma del settore Radio Televisivo e della Commissione Affari Costituzionali.
Candidato a sindaco di Genova in occasione delle elezioni del 1997 per la coalizione di centro-sinistra, che lo preferisce al sindaco uscente Adriano Sansa, al primo turno ottiene il 34,38% dei voti ed accede al ballottaggio del 30 novembre contro Sergio Castellaneta, vincendolo con il 51,52% dei voti.
Alla scadenza del primo mandato si è ripresentato alle amministrative del Comune di Genova del maggio 2002, come candidato unico della coalizione di centro-sinistra, ed è stato eletto al primo turno per un secondo mandato con il 60,03% dei voti, superando di oltre 37 punti percentuali il candidato del centro-destra Rinaldo Magnani. Come primo cittadino del capoluogo ligure ha gestito la riunione del controverso G8 del 2001 e gli eventi relativi alla proclamazione di Genova come Capitale europea della cultura nel 2004. È stato membro del Consiglio Nazionale dell’ANCI, del Coordinamento dei Sindaci delle Città Metropolitane, della Conferenza unificata Stato-Regioni-Amministrazioni locali, del Comitato delle Regioni dell’Unione Europea nonché del Comitato Esecutivo di Eurocities.
Durante i due mandati di Pericu come sindaco di Genova sono ripresi dopo alcuni anni di fermo i lavori di prolungamento della linea di metropolitana cittadina, che dalla stazione ferroviaria di Piazza Principe ha raggiunto il centro storico attraverso la zona del Porto antico, con l'apertura di quattro delle otto stazioni ad oggi in servizio (San Giorgio, Darsena, De Ferrari e Sarzano/Sant'Agostino). Pericu resta tuttora il sindaco che ha contribuito maggiormente all'estensione della metropolitana.
Il 24 ottobre 2005 gli è stata conferita la Laurea Honoris Causa in Scienze Giuridiche dall’Università di Bologna e il 4 luglio 2006 la Florida International University gli ha consegnato la FIU Medallion.
Nel 2007 ha aderito al neonato Partito Democratico; nello stesso anno a Palazzo Tursi gli è succeduta Marta Vincenzi, prima donna a ricoprire tale ruolo, anch'essa in quota centro-sinistra, già presidente della provincia di Genova.
È stato membro del CdA della Cassa Depositi e Prestiti dal 2008 fino all'aprile 2013. Dall'11 ottobre 2016 al 23 agosto 2018, quando si è dimesso, membro del CdA di Banca Carige in rappresentanza dell'azionista di maggioranza Vittorio Malacalza.
Dal 25 novembre 2013 è stato Presidente dell’Accademia Ligustica di Belle Arti, nel 2015 è stato eletto presidente per un triennio del Conservatorio Niccolò Paganini, dal 2012 è stato membro del Comitato Esecutivo dell'Istituto Italiano di Tecnologia ed è stato inoltre docente presso la Scuola di Politiche (SdP) di Enrico Letta a Genova.
È morto a Genova all'età di 84 anni, il 13 giugno 2022.
Nel 2025 la figlia Silvia è eletta consigliere comunale a Genova nella lista civica della vittoriosa Silvia Salis per poi essere scelta come assessore all’ambiente nella nuova giunta.